# Stenopus pyrsonotus
Stenopus pyrsonotus är en kräftdjursart som beskrevs av Joseph W. Goy och Dennis M. Devaney 1980. Stenopus pyrsonotus ingår i släktet Stenopus och familjen Stenopodidae. Inga underarter finns listade i Catalogue of Life.